# ГАЗель NEXT
Газель-Next — сімейство російських малотоннажних автомобілів, серійний випуск яких почався на Горьківському автомобільному заводі у квітні 2013 року.

## Історія

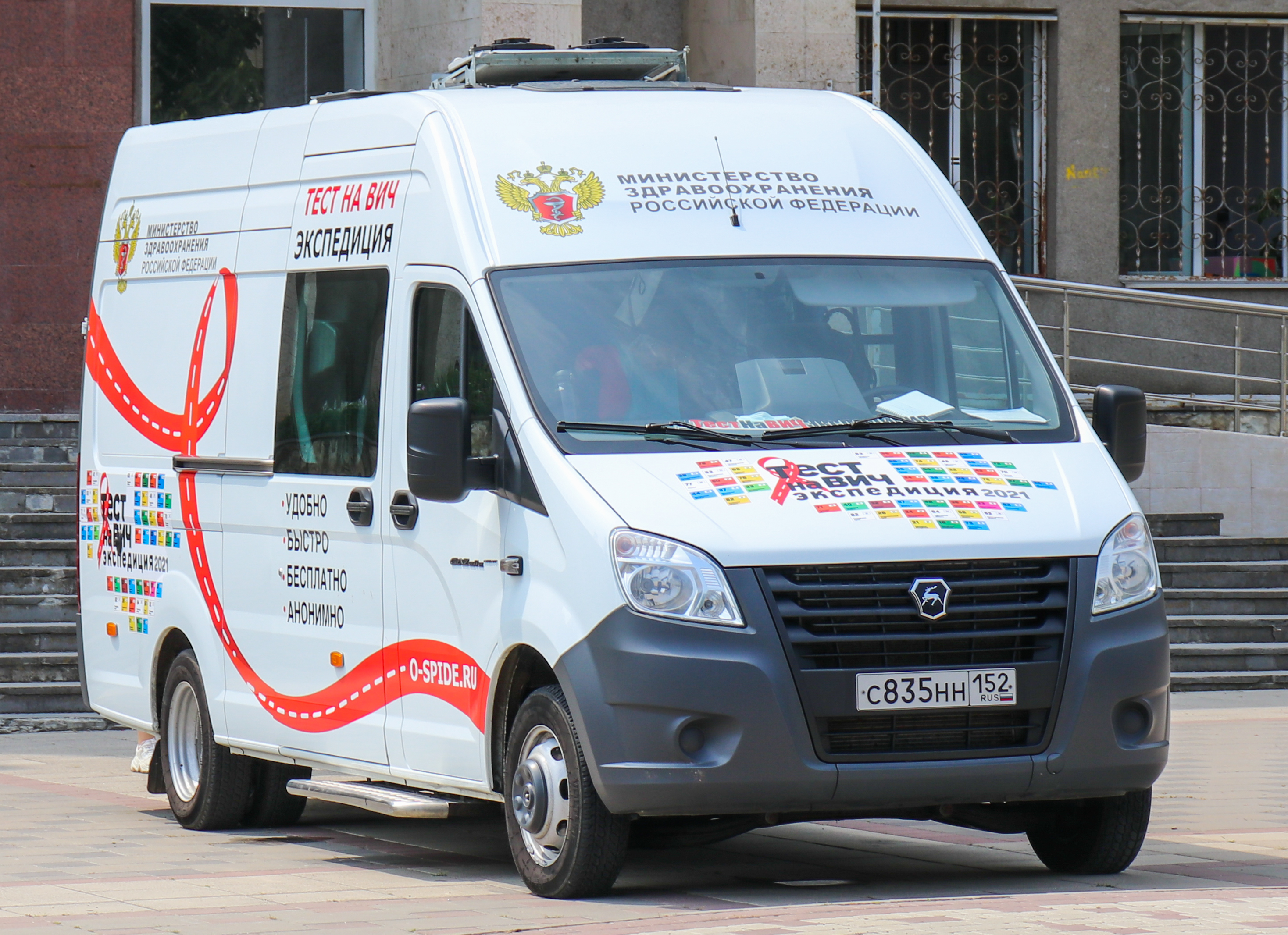
Фургон ГАЗ-A31R32 ГАЗель-Next

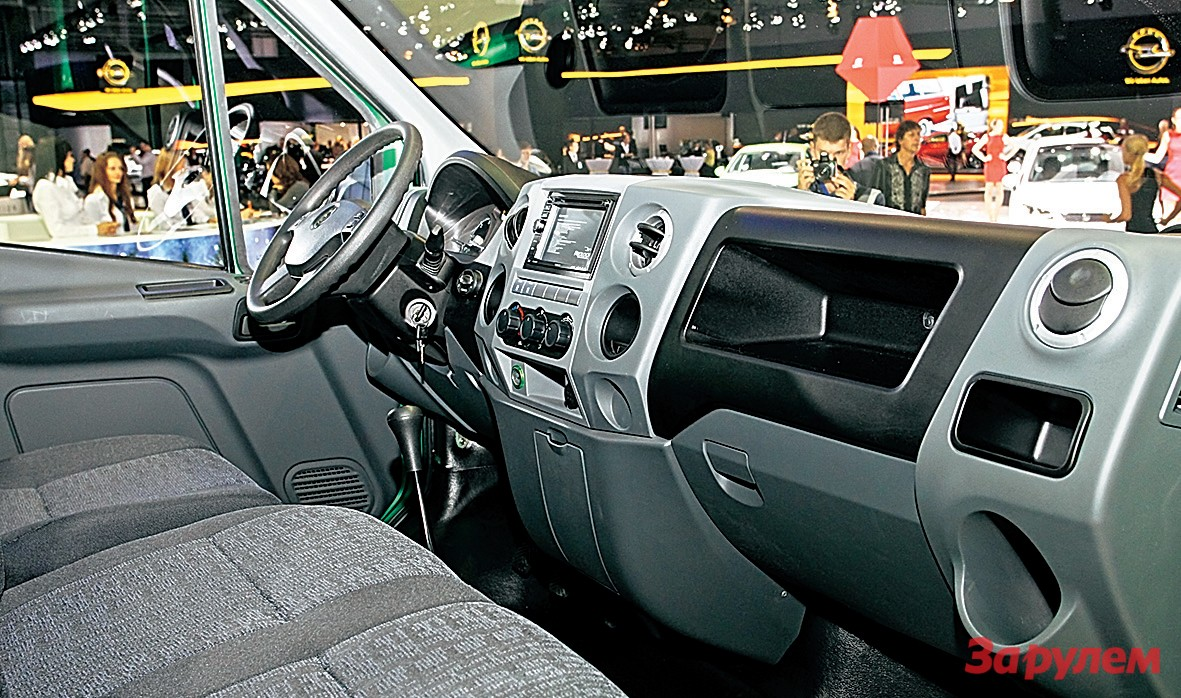
Панель GAZel-Next

Виробництво прототипів почалося у 2011 році, зокрема, для цього на заводі штампів і прес-форм був запущений прес гідроеластичного штампування Quintus FlexForm. Особливістю даного пресу є використання одностороннього оснащення (матриці), при цьому тиск створюваний рідиною досягає 100 МПа
Першим виготовленим виробом на новому обладнанні став капот «ГАЗель-Next» для передачі в дослідну експлуатацію лояльним споживачам. Прототип другої серії ГАЗель-Next у вересні 2012 року показали на Московському Міжнародному автосалоні.
9 квітня 2013 року було оголошено про серійному запуску виробництва. Автомобілі почали надходити в дилерську мережу 11 квітня.
Бензинові і газові двигуни «Некст» отримала лише в 2014 році, а до цього продавалася тільки з турбодизелем Cummins китайського виробництва. Для зими у дизеля є підігрів паливних фільтрів і передпускові свічки розжарювання. Так само автомобіль, як опцією, може комплектуватися передпусковим підігрівачем для полегшення пуску двигуна в сильний мороз і підігріву охолоджувальної рідини для обігрівача. Заявлений ресурс дизельного двигуна — до 500 000 км, і на ТО Next може заїжджати кожні 20 000 км.
У березні 2014 року почався серійний випуск вантажівки з подвійною кабіною і автобуса з каркасно-панельним кузовом в міському та міжміському виконаннях.

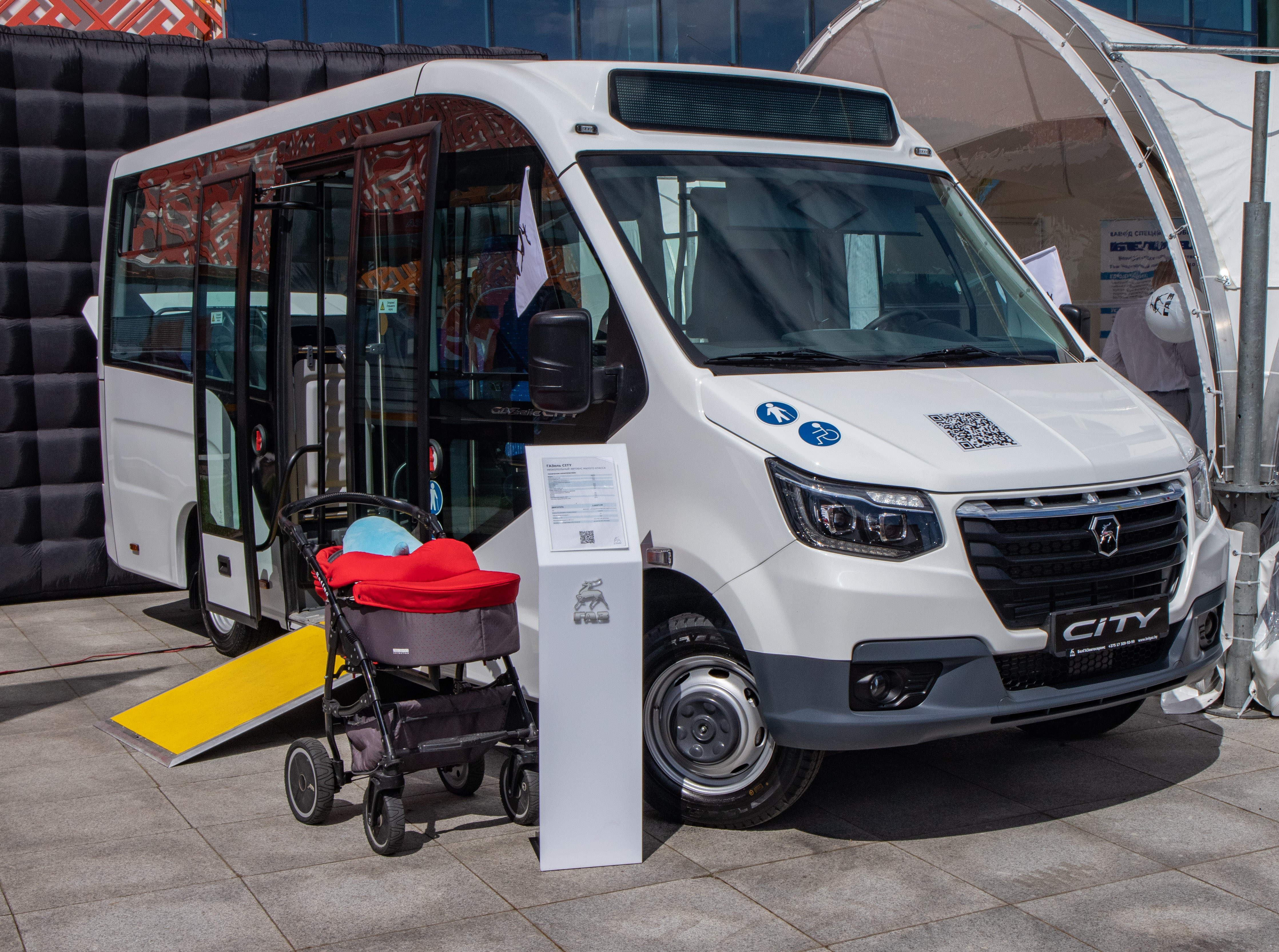
ГАЗель city

24 березня 2014 року розпочалося виробництво маршрутних автобусів на базі «ГАЗель NEXT», як в міському, так і в приміському виконанні.
У травні 2014 року модель отримала Єдине європейське схвалення типу транспортного засобу, який дозволяє продавати автомобілі «ГАЗель NEXT» у країнах Європейського союзу. У вересні 2014 року складання автомобілів для місцевого ринку почалася на заводі Mersa Otomotiv в Туреччині.

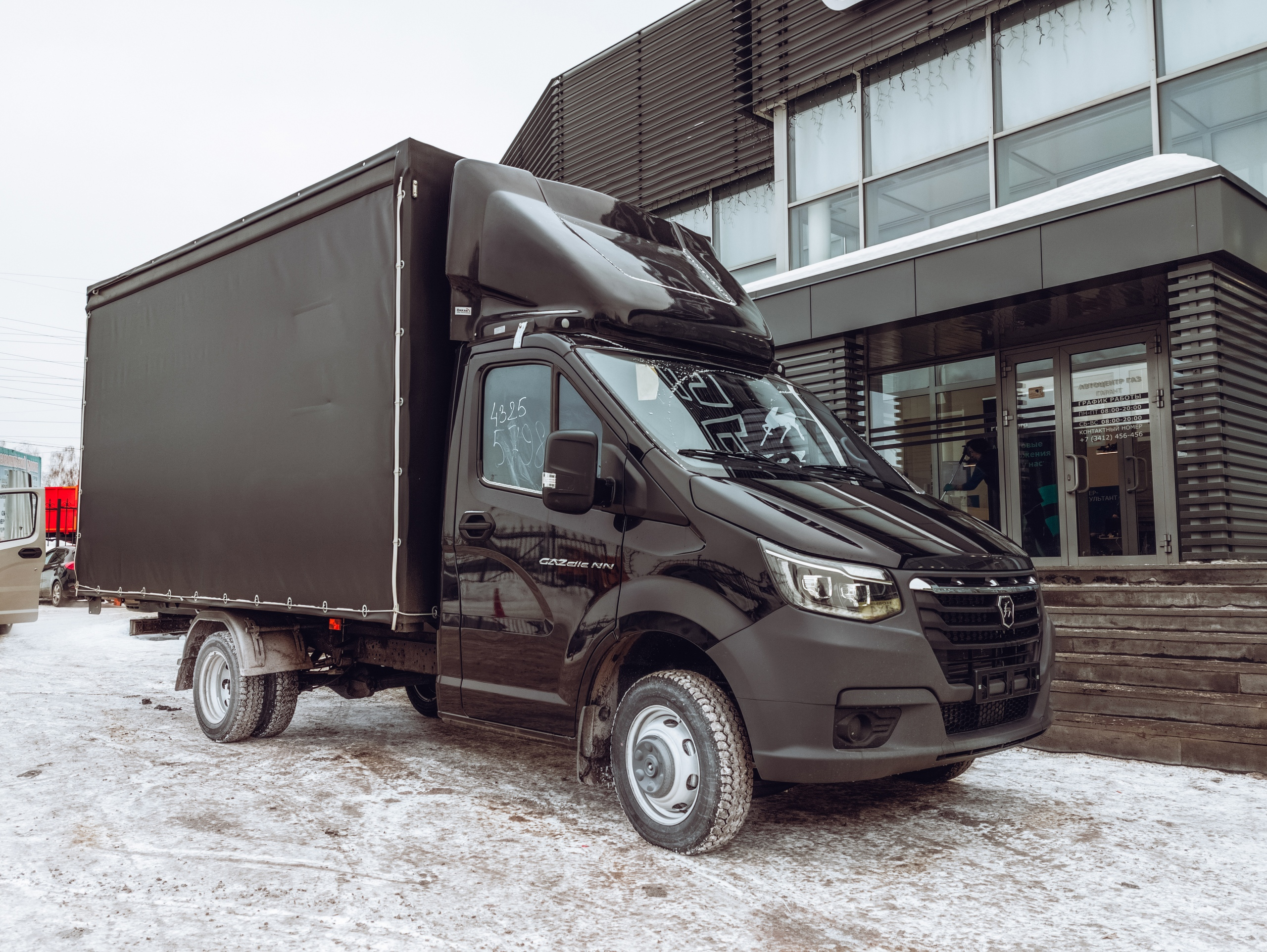
ГАЗель NN

У вересні 2015 року був представлений суцільнометалевий фургон, його продажі стартували в квітні 2016 року.

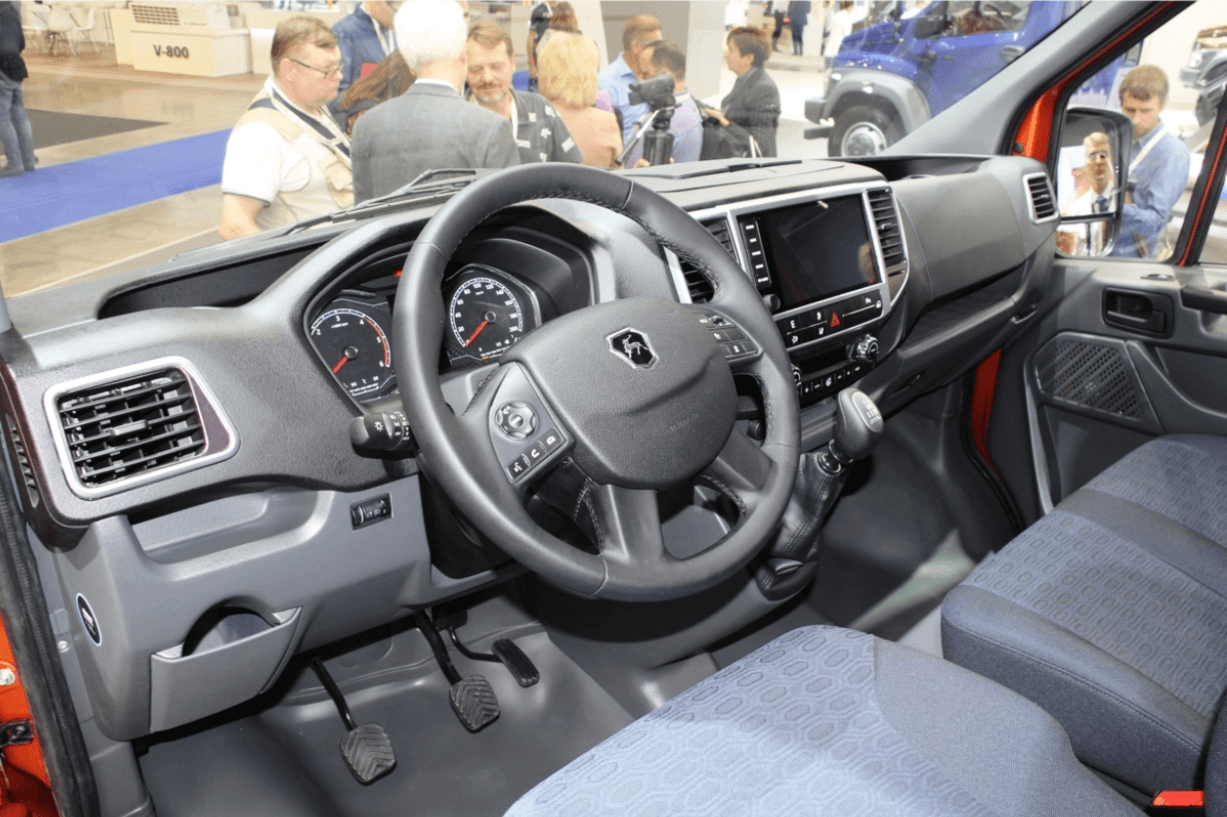
ГАЗель NN

В вересні 2019 року представили ГАЗель NN, яка є модернізованою версією ГАЗель-Next з новою передньою частиною та оснащенням.
В 2020 році на основі ГАЗель NN розробили низькопідлоговий автобус ГАЗель city.

## Опис
Нова модель набула більш зручну і безпечну кабіну, ніж «Газель-Бізнес», передню незалежну підвіску і рейковий рульовий механізм з гідропідсилювачем керма. Автомобіль оснащується дизельним двигуном Р4 Cummins ISF 2,8 л, потужністю 120 к.с. (88,3 кВт) при 3600 об/хв, крутним моментом 270 Нм при 1400-3000 об/хв, який відповідає екологічному стандарту «Євро-4», з можливістю доведення до норм «Євро-5» і «Євро-6». або бензиновим УМЗ 2,7 л Evotech «Євро-4» потужністю 106,8 к.с. (78,5 кВт) при 4000 об/хв, крутним моментом 220,5 Нм при 2350 об/хв.

### Двигуни
- 2.8 л Cummins ISF2 8s4129Р І4 120 к.с. (88,3 кВт) при 3600 об/хв, крутним моментом 270 Нм при 1400-3000 об/хв
- 2.8 л Cummins ISF2 8s4R148 І4 150 к.с. (110 кВт) при 3400 об/хв, крутним моментом 330 Нм при 1800—2600 об/хв
- 2.7 л УМЗ-А274 Evotech E-4 106,8 к.с. (78,5 кВт) при 4000 об/хв, крутним моментом 220,5 Нм при 2200—2500 об/хв
- 2.7 л ГБО УМЗ-А275 Evotech E-5 106,8 к.с. (78,5 кВт) при 4000 об/хв, крутним моментом 220,5 Нм при 2200—2500 об/хв

## Модификації[6]

### Бортові автомобілі

#### З однорядною кабіною
Стандартна база:
- ГАЗ-А21R22-30 (Cummins дизельний E-4)
- ГАЗ-А21R23-20 (УМЗ Evotech E-4)
- ГАЗ-А21R25-20 (ГБО УМЗ Evotech E-5)

Подовжена база:
- ГАЗ-А21R32-30 (Cummins дизельний E-4)
- ГАЗ-А21R33-10 (УМЗ Evotech E-4)
- ГАЗ-А21R35-10 (ГБО УМЗ Evotech E-5)

Подовжена база, посилена:
- ГАЗ-C41R92 (Cummins дизельний E-5)

#### З дворядною кабіною
Стандартна база:
- ГАЗ-А22R22-30 (Cummins дизельний E-4)
- ГАЗ-А22R23-10 (УМЗ Evotech E-4)

Подовжена база:
- ГАЗ-А22R32-30 (Cummins дизельний E-4)
- ГАЗ-А22R33-20 (УМЗ Evotech E-4)
- ГАЗ-А22R35-20 (ГБО УМЗ Evotech E-5)

Подовжена база, посилена:
- ГАЗ-С42R92 (Cummins дизельний E-5)

### Суцільнометалеві фургони

#### З однорядною кабіною
Стандартна база:
- ГАЗ-А31R22-40 (Cummins дизельний E-4)
- ГАЗ-А31R23-20 (УМЗ Evotech E-4)

Подовжена база:
- ГАЗ-А31R32-40 (Cummins дизельний E-4)
- ГАЗ-А31R33-20 (УМЗ Evotech E-4)

Удлинённая база, усиленная:
- ГАЗ-C45R92 (Cummins дизельний E-5)

#### З дворядною кабіною
Стандартна база:
- ГАЗ-А32R22-40 (Cummins дизельний E-4)
- ГАЗ-А32R23-20 (УМЗ Evotech E-4)

Подовжена база:
- ГАЗ-А32R32-40 (Cummins дизельний E-4)
- ГАЗ-А32R33-20 (УМЗ Evotech E-4)

Подовжена база, посилена:
- ГАЗ-C46R92 (Cummins дизельний E-5)

### Автофургони

#### Ізотермічні
Стандартна база:
- А23R22-0011-26-597-60-00-900 (Cummins дизельний E-4)
- А23R23-0011-26-597-60-00-900 (УМЗ Evotech E-4)

Подовжена база:
- А23R33-0011-26-597-60-00-900 (УМЗ Evotech E-4)

#### Промтоварні
Стандартна база:
- А23R23-0011-18-641-60-00-900 (УМЗ Evotech E-4)

Подовжена база:
- А23R33-0011-18-641-60-00-900 (УМЗ Evotech E-4)

#### Європлатформи
Стандартна база:
- А21R23-0011-96-624-60-00-900 (УМЗ Evotech E-4)
- А21R23-0011-96-625-60-00-900 (УМЗ Evotech E-4, фургон зі збільшеними розмірами)

Подовжена база:
- А21R33-0011-48-624-60-00-900 (УМЗ Evotech E-4)
- А21R33-0011-48-625-60-00-900 (УМЗ Evotech E-4, фургон зі збільшеними розмірами)

### Автобуси

#### ГАЗель NEXT Minibus
- ГАЗ-A65R32-40 (Cummins дизельний E-4)
- ГАЗ-A65R33-60 (УМЗ Evotech E-4)
- ГАЗ-A65R35-60 (ГБО УМЗ Evotech E-5)
- ГАЗ-A65R52-80 (Cummins дизельний E-5)

#### ГАЗель NEXT Citiline
Городские:
- ГАЗ-A64R42-10 (Cummins дизельиый E-4)
- ГАЗ-A64R45-50 (ГБО УМЗ Evotech E-5)

Пригородные:
- ГАЗ-A63R42-10 (Cummins дизельний E-4)
- ГАЗ-A63R45-50 (ГБО УМЗ Evotech E-5)

ГАЗель City
- ГАЗ-А68R52

### Електромобілі
- ГАЗ-C45R9E (цельнометаллический фургон с удлинённой базой и однорядной кабиной)
- ГАЗ-C46R9E (цельнометаллический фургон с удлинённой базой и двухрядной кабиной)

ГАЗ спільно з Drive Electr испытывает электромобиль на базе ГАЗели. Это могут быть все модификации машины .

## Фотогалерея

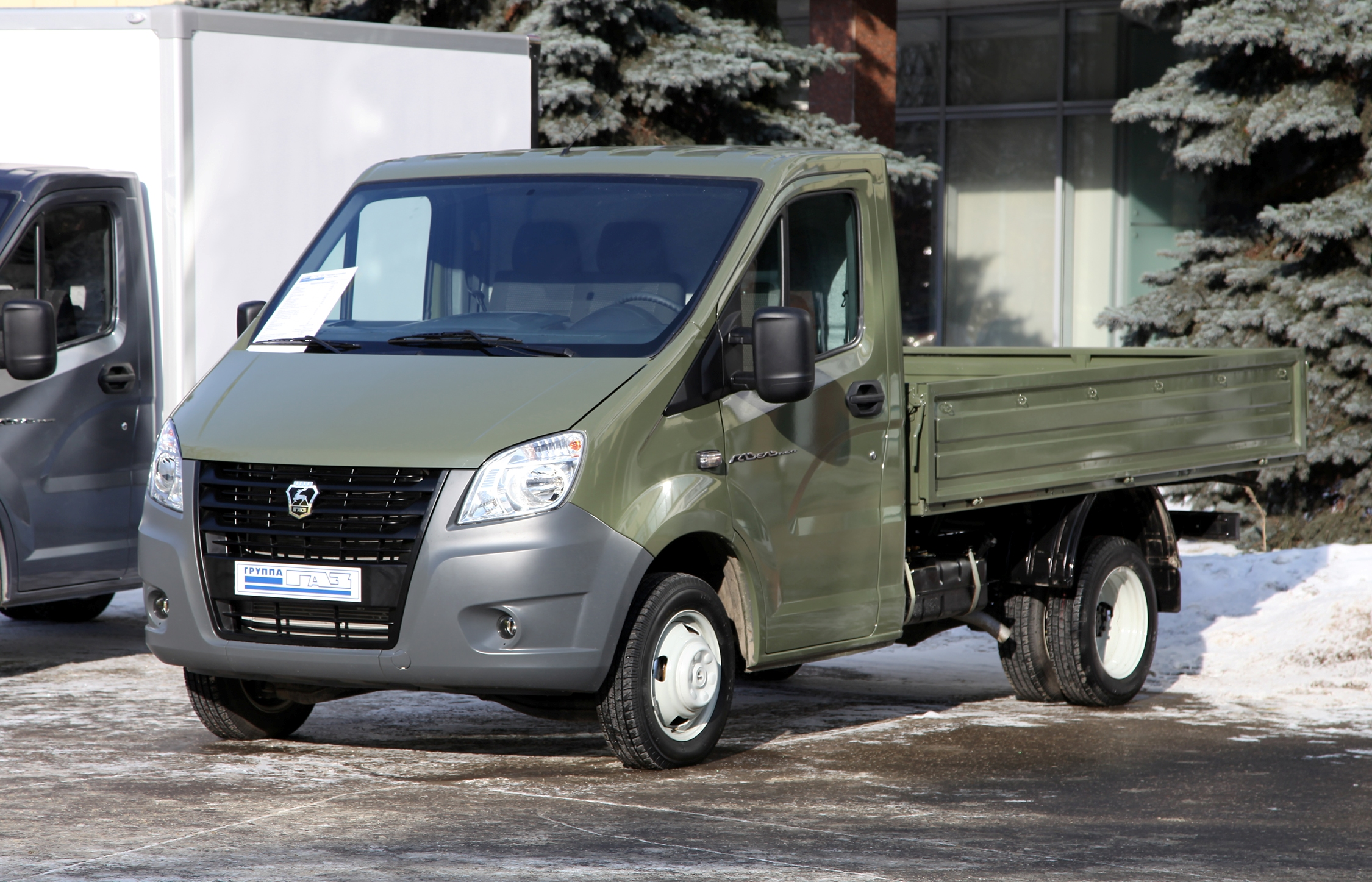
Бортовий автомобіль ГАЗ-А21R32 ГАЗель-Next
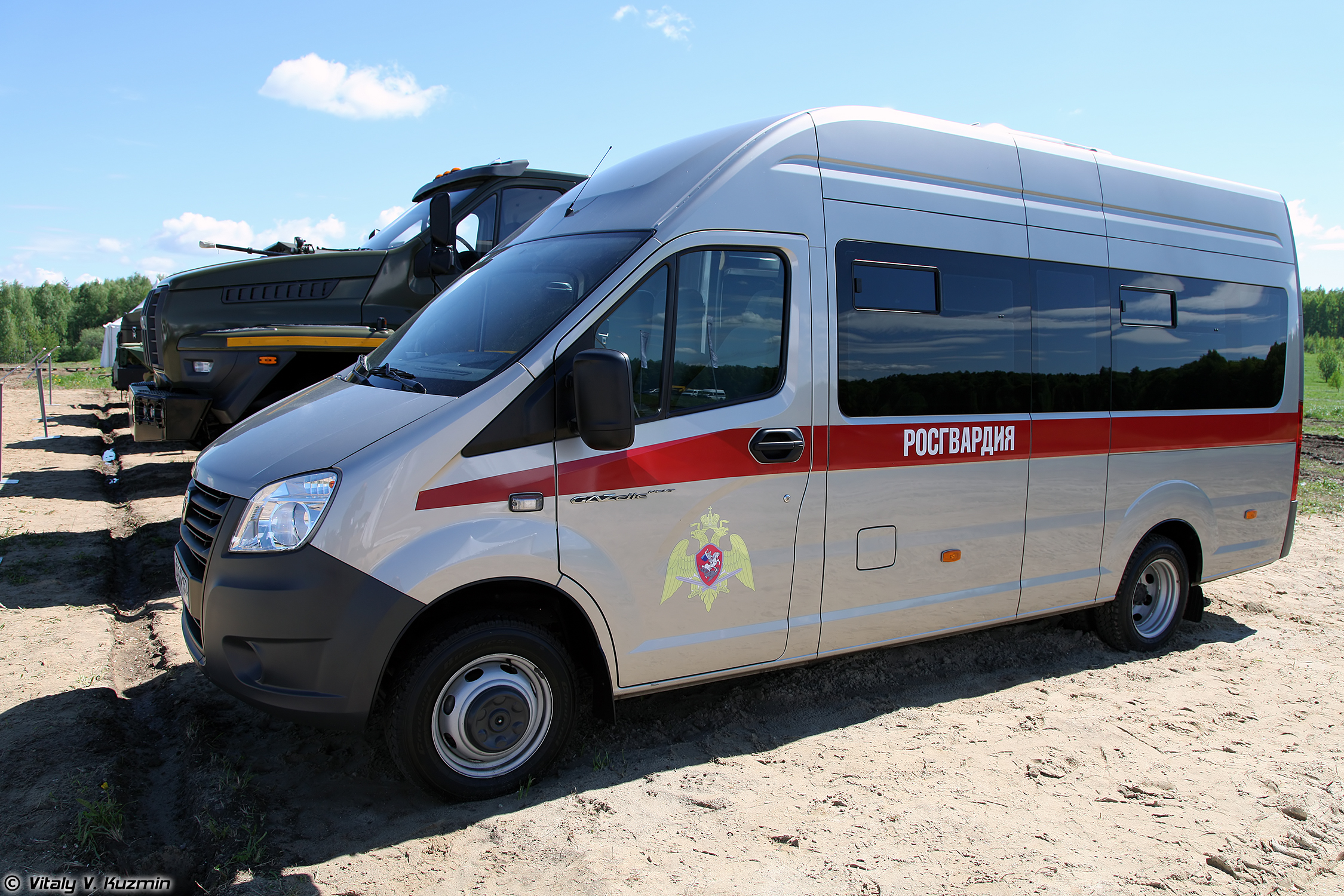
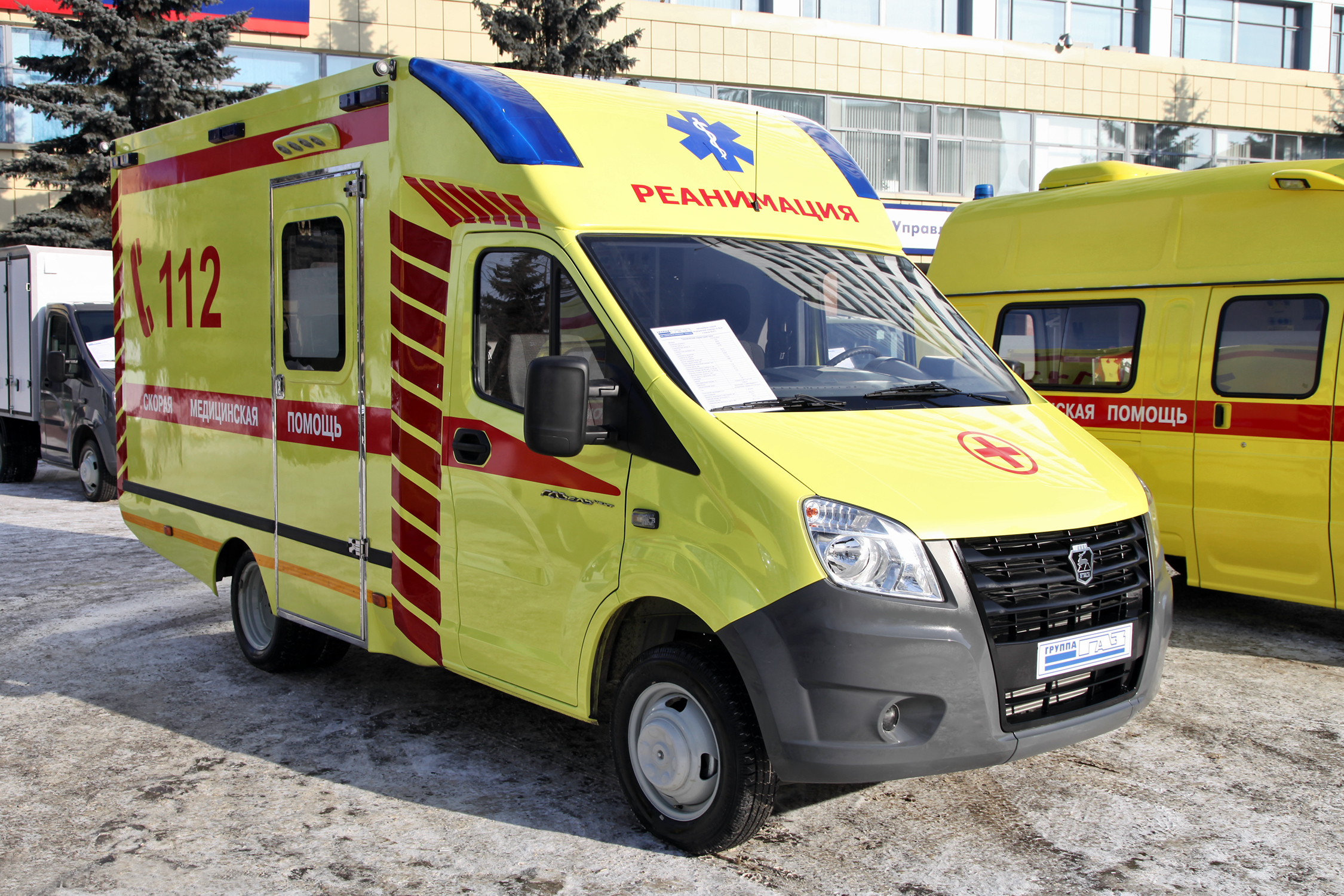
Автомобіль швидкої допомоги ГАЗ-А21R22 на базі ГАЗель-Next
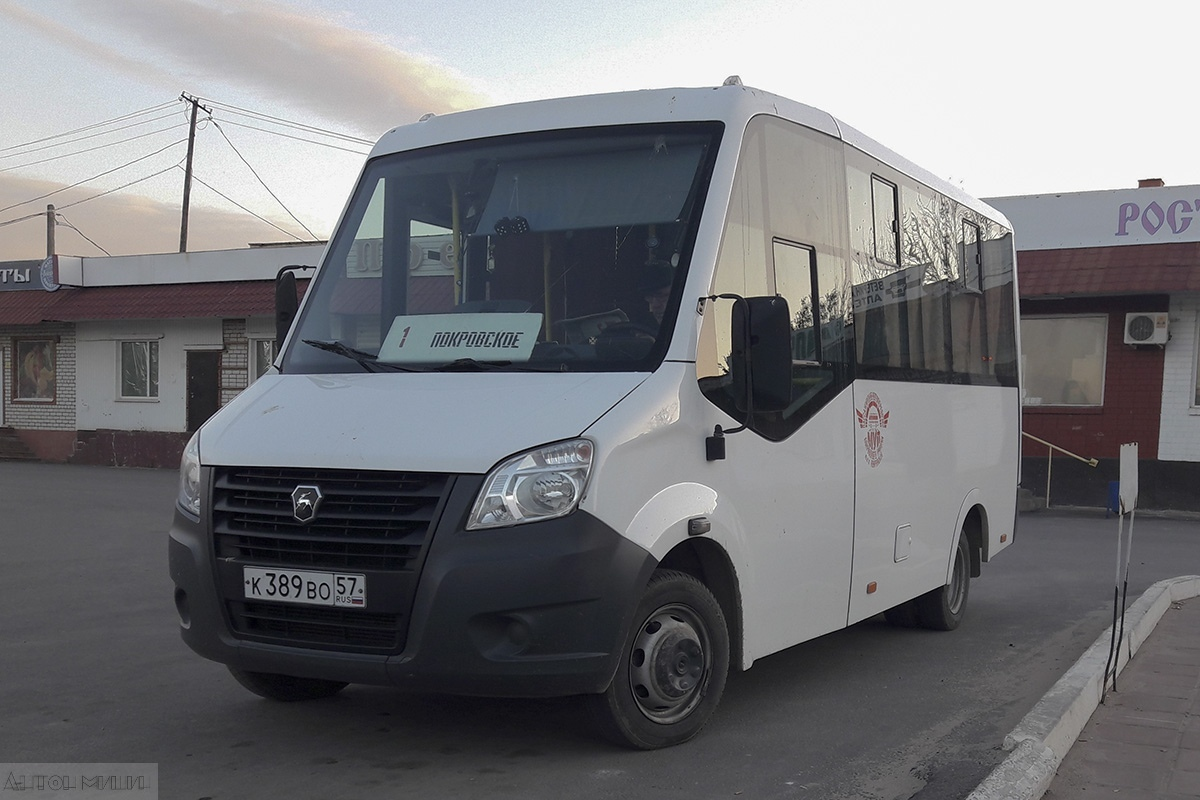
Міський автобус ГАЗ-А64R42-10 (ГАЗель-Next Citiline)